# Climax Blues Band
De Climax Blues Band, ook wel The Climax Chicago Blues Band, is een in 1967 opgerichte Britse bluesrock-band uit Stafford.

## Geschiedenis
In 1972 werd de bandnaam ingekort tot Climax Blues Band, onder druk van de Amerikaanse band Chicago. De band bracht ten minste 18 albums uit en had een top 10-hit in het Verenigd Koninkrijk met Couldn't Get It Right. Deze song en I Love You waren ook hits in de Verenigde Staten. Couldn't Get It Right haalde in 1977 de Billboard Hot 100 met een 3e plaats en I Love You in 1981 met een 12e plaats. 
Richard Jones verliet de band in 1969 en Derek Holt nam de basgitaar over. De band wisselde in 1970 naar Harvest Records en de daaropvolgende platen waren meer rock-georiënteerd. George Newsome werd in 1971 vervangen door John Cuffley.
Albums uitgebracht tijdens de jaren 1970, zoals FM/Live (1973), een tijdens een concert in New York opgenomen dubbelalbum en de studioalbums Stamp Album (1975) en Gold Plated (1976), bevatten de single Couldn't Get It Right. Tijdens de jaren 1970 werden de concerten van de band in de Verenigde Staten bijgewoond door 20.000 mensen. Het nummer Gotta Have More Love van het album Flying the Flag was in 1981 in Nederland een klein hitje; het stond een week genoteerd op plaats 50 in de Mega Top 50. In 1981 bewoog de band zich meer richting poprock-sound. Holt en Cuffley verlieten de band in 1983.
Een eerder onbekende opname van een liveoptreden werd uitgebracht als Climax Blues Band/World Tour 1976 door Major League Productions.
Het album Sample and Hold werd opgenomen voor Virgin Records door Pete Haycock, Colin Cooper en George Glover, met een ritme-sectie gecomponeerd door de sessiemuzikanten Dave Marquee en Henry Spinetti. Een opvolgend album was in aankomst, maar Cooper trok zich terug wegens privéredenen. Haycock ging verder met het opnemen van diverse soloprojecten, waarvan de eerste het album Total Climax was met zijn band Pete Haycock’s Climax. Deze band toerde door Europa, waaronder de DDR en verzorgden een goed ontvangen tournee in Australië. Daarna werd Haycock door Climax Blues Band-manager Miles Copeland gevraagd om het instrumentale album Guitar and Son en het livealbum Night of the Guitars (van de gelijknamige toer) op te nemen voor I.R.S. No Speak. Na de tournee werkte Haycock samen met gitarist Steve Hunter en bandmaat Derek Holt aan de opnamen van het album H Factor. Later werd hij gecontracteerd door Bev Bevan als lid van het Electric Light Orchestra Part II en hij toerde en nam verder op met deze band vanaf 1990. Hij begon op dit moment ook met zijn filmcarrière en hij speelde de lead op Thelma en Louise onder leiding van Hans Zimmer. Hij trad ook op tijdens de Night of the Guitars-tournees, met Holt aan de basgitaar, keyboards en nu en dan voorkomende zang.
Holt schreef I Love You, een van de grootste hits van de Climax Blues Band. Het nummer staat op het dubbelalbum 25 Years 1968-1993, uitgebracht door het Duitse Repertoire Records in 1993. I Love You krijgt nog steeds meer dan 20.000 radiohits per jaar in de Verenigde Staten en werd gebruikt in de film Cherish (2002) van Finn Taylor en in Zach and Miri make a Porno (2008) van Kevin Smith.
Couldn't Get It Right werd gecoverd door The Fun Lovin' Criminals op hun album Mimosa.

## Mutaties
In 1985 haalden Cooper en Glover de gitarist Lester Hunt, drummer Roy Adams en weer Derek Holt om het album Drastic Step op te nemen. Deze bezetting toerde door Europa en Amerika om het album te ondersteunen. De nieuwe bezetting werd begin jaren 1990 spoedig voltooid met Cooper, Glover, Hunt, Adams en Neil Simpson en brachten het livealbum Blues from the Attic (1993) en Big Blues (2004) uit.
Cooper overleed in juli 2008 op 69-jarige leeftijd aan de gevolgen van kanker. Hij liet een vrouw en twee kinderen achter. Hij wilde dat de band zou doorgaan, aangezien de andere muzikanten allemaal al lang in dienst waren (Glover sinds 1980, Adams en Hunt sinds 1985 en Simpson sinds 1991). Cooper werd vervangen door zanger/saxofonist/harmonicaspeler Johnny Pugh, die zich in 2012 terugtrok. Hij werd achtereenvolgend vervangen door zanger Graham Dee en saxofonist Chris Aldridge. Deze bezetting ging op tournee.

## Discografie

### Singles
- 1969:	Like Uncle Charlie
- 1971:	Cubano Chant
- 1971: Reap What I've Sowed
- 1971: Towards the Sun
- 1972: Mole on the Dole
- 1973: Shake Your Love
- 1974: Sense of Direction
- 1975: Using the Power
- 1976: Couldn't Get It Right
- 1978: Makin' Love
- 1978: Mistress Moonshine
- 1979: Children of the Night Time
- 1980: I Love You
- 1980: Gotta Have More Love
- 1981:	Darlin'
- 1982:	Friends in High Places
- 1983:	Listen to the Night

### Albums
- 1969: The Climax Chicago Blues Band
- 1969: Plays On
- 1970: A Lot of Bottle
- 1971: Tightly Knit
- 1972: Rich Man
- 1973: FM/Live
- 1974: Sense of Direction
- 1975: Stamp Album
- 1976: Gold Plated
- 1978: Shine On
- 1979: Real to Reel
- 1980: Flying the Flag
- 1981: Lucky for Some
- 1983: Sample and Hold
- 1988: Drastic Steps
- 1993: Blues from the Attic
- 1994: 25 Years 1968–1993
- 2004: Big Blues
- 2011:Climax Blues Band World Tour 1976
- 2014: Security Alert: The Live Bootleg
- 2018: Tempus Fugit 4 track EP: Album Sampler

### Albums (gastoptreden)
- 1978: Three's a Crowd, Tarney/Spencer Band